# Charlie Cox
Charlie Thomas Cox (Londres, 15 de desembre de 1982) és un actor anglès. És conegut per interpretar Matt Murdock/ Daredevil en diversos projectes de la franquícia Marvel Cinematic Universe, inclosa la sèrie de televisió Daredevil (2015-2018).
Cox va interpretar Owen Sleater a la segona i tercera temporada de Boardwalk Empire d'HBO (2011–2012) i Jonathan Hellyer Jones a la pel·lícula de 2014 La teoria del tot. Més recentment, va protagonitzar la sèrie dramàtica d'RTÉ Kin (2021) i la minisèrie d'espies de Netflix Treason (2022). El paper que va fer destacar Cox va ser el de Tristan Thorn a la pel·lícula de fantasia Stardust de 2007, un d'una sèrie de papers que va tenir en produccions predominantment britàniques durant la primera dècada de la seva carrera. Va fer el seu debut al West End l'any següent en un revival de les obres de teatre de Harold Pinter The Lover i The Collection. Després dels seus èxits a la pantalla dels anys 2010, va actuar en una producció escènica del 2019 de Traïció de Harold Pinter, primer al West End i després a Broadway.

## Primers anys de vida
Cox va néixer a Londres, Anglaterra, i es va criar a East Sussex. És fill de Patricia (de soltera Harley) i d'Andrew Frederick Seaforth Cox, un editor. És el més petit de cinc fills i té un germà i tres mig germans del primer matrimoni del seu pare.
Cox es va criar catòlic i es va educar en dos internats privats: Ashdown House School al poble de Forest Row a East Sussex i Sherborne School a la ciutat comercial de Sherborne a Dorset. En créixer, Cox no es plantejava una carrera com a actor i només la va considerar seriosament durant els seus últims anys d'escola. Després de graduar-se a Sherborne el 2001, es va traslladar a Londres i va començar a formar-se a la Bristol Old Vic Theatre School l'any següent.

## Carrera
Cox va ser seleccionat per al seu primer paper professional important als divuit anys al thriller psicològic Dot the i, estrenat el 2003. Després del rodatge, es va matricular a la Bristol Old Vic Theatre School. A l'estiu següent al seu primer any d'estudi, va ser elegit per interpretar a Lorenzo al vehicle d'Al Pacino de 2004 El mercader de Venècia, trencant la política de l'escola de no permetre que els estudiants fessin audicions per a produccions exteriors. Posteriorment, va decidir no tornar a l'escola i va continuar treballant, apareixent en llocs convidats a la televisió i papers secundaris en pel·lícules com el drama històric Casanova de 2005 i la pel·lícula de ciència-ficció A for Andromeda de la BBC de 2006.
El paper destacat de Cox va ser el de protagonista principal, Tristan Thorn, a la pel·lícula fantàstica Stardust de 2007, en la qual va protagonitzar al costat de Claire Danes. La pel·lícula va tenir èxit tant entre la crítica com el públic a nivell mundial i va presentar Cox a un públic més ampli. Va fer el seu debut al West End l'any següent a The Lover/The Collection de Harold Pinter al Ambassadors Theatre de Londres. Va començar les preestrenes el 15 de gener de 2008 i es va estrenar el 29 de gener.
A continuació es va veure a la pel·lícula <i id="mwcg">Stone of Destiny</i> del 2008 com Ian Hamilton i al drama històric del 2009 Glorious 39, que es van estrenar a nivell nacional al Regne Unit. El 2010 va tenir el paper principal a The Prince of Homburg de Kleist al Donmar Warehouse de Londres. Al setembre d'aquell any, va interpretar al duc de Crowborough gai tancat en el primer episodi de la sèrie dramàtica d'ITV Downton Abbey. El 2011 va interpretar a Josepmaria Escrivá de Balaguer a la pel·lícula de Roland Joffé Trobaràs Dracs i Ishmael a la minisèrie Moby Dick d'Encore.
També el 2011, va signar per a un paper recurrent a la segona temporada de la sèrie original d'HBO Boardwalk Empire produïda per Martin Scorsese com Owen Sleater, un encarregat irlandès vinculat a l'IRA. El seu personatge es va convertir en un habitual de la tercera temporada de la sèrie, emesa el setembre de 2012. Va rebre un Premi del Sindicat d'Actors de Cinema com a part del conjunt el 2011 i una altra nominació l'any següent.
El 2013 va protagonitzar la pel·lícula independent Hello Carter i el thriller de la Guerra Freda de la BBC Legacy. Va tenir papers principals en dos pilots de televisió de CBS sense produir: un drama polític titulat The Ordained el febrer de 2013 i un programa de Wall Street sense títol produït per John Cusack el febrer de 2014. A finals de 2013, va començar la producció de la pel·lícula La teoria del tot, on Cox interpreta Jonathan Hellyer Jones, el segon marit de Jane Hawking. La pel·lícula es va estrenar al Festival Internacional de Cinema de Toronto el setembre de 2014 i va ser nominada a la millor pel·lícula als Premis Oscar de 2014.

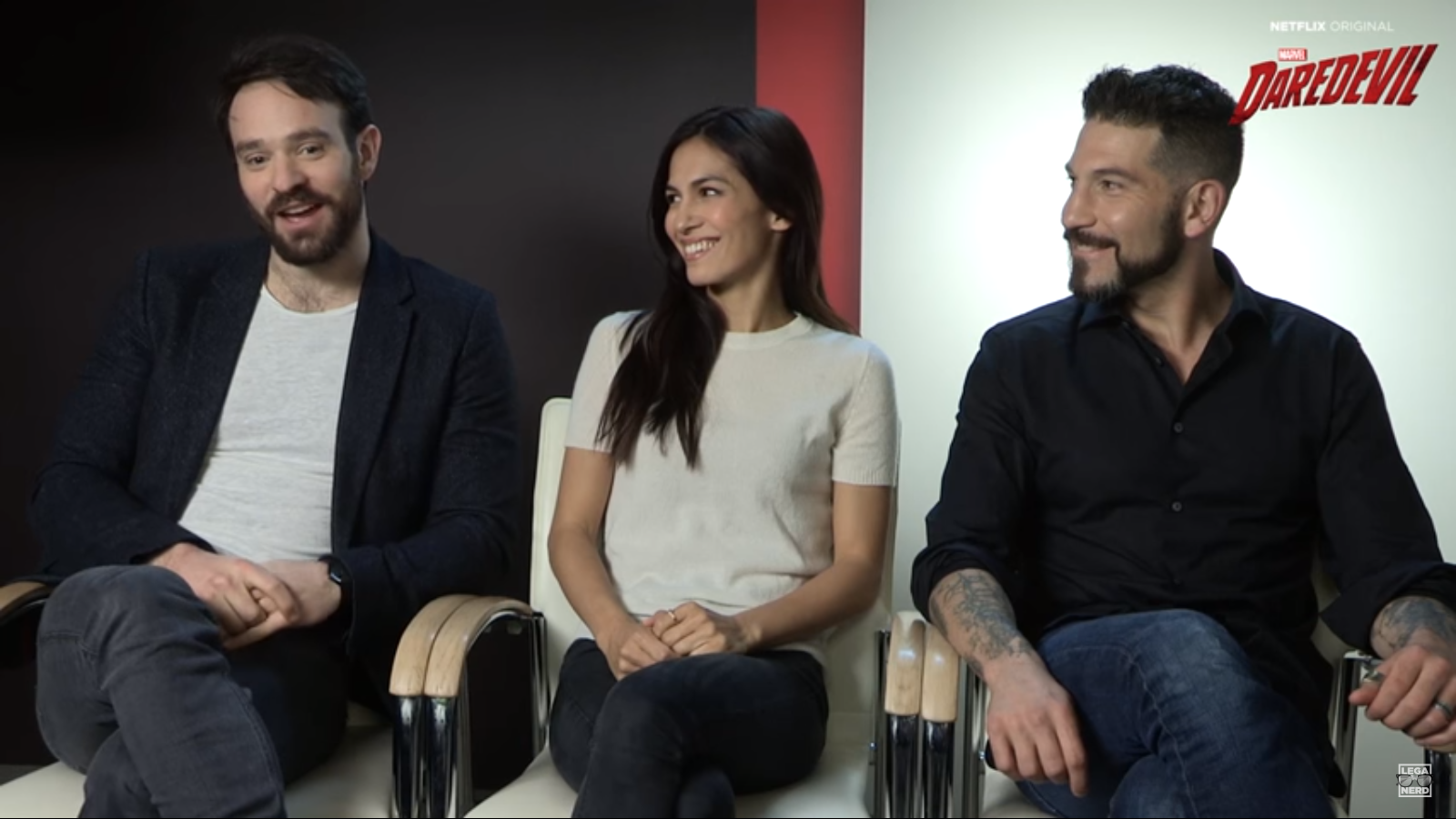
Cox amb els companys de repartiment de Daredevil Elodie Yung (Elektra) i Jon Bernthal (Punisher) el 2016

Cox va interpretar Matt Murdock a la sèrie de televisió Daredevil de Marvel, així com a la minisèrie d'equip del 2017 The Defenders, produït i llançat a través de Netflix. La seva actuació va ser elogiada i va rebre un Helen Keller Achievement Award pel seu paper per la Fundació Americana per a les persones cegues.
Es va anunciar que Cox havia obtingut el paper el maig de 2014, i més tard es va informar que Marvel el venia considerant per això des de 2012. La producció de la primera temporada va començar l'estiu del 2014 i es va estrenar a Netflix l'abril del 2015. Va funcionar durant tres temporades i es va produir durant quatre anys, concloent a finals del 2018. En els anys següents, Cox va compartir el seu interès a repetir el paper en un projecte futur, també assenyalant les seves obligacions contractuals de Marvel Studios per fer-ho.
Entre temporades de rodatge de Daredevil, Cox va fer el seu debut al teatre a Nova York, coprotagonitzant la producció fora de Broadway d' Incognito al Manhattan Theatre Club. A finals de 2017 es va anunciar que s'havia unit al repartiment de Stripped, un thriller produït per Lorenzo di Bonaventura, que també va produir la pel·lícula de Cox Stardust, però mai es va produir. També va actuar al costat de Michael Caine, Jim Broadbent, Ray Winstone i altres a la pel·lícula del 2018 King of Thieves, basada en la història real del robatori de joies de Hatton Garden del 2015 a Londres; el va reunir amb James Marsh, que el va dirigir a La teoria del tot del 2014.
Després que Daredevil acabés bruscament, Cox va aprofitar per protagonitzar al costat de Tom Hiddleston i Zawe Ashton la producció del West End de Harold Pinter Betrayal, que es va estrenar el 14 de març de 2019 i es va tancar el 8 de juny. Cox va ser buscat per al paper pel director Jamie Lloyd, que abans l'havia dirigit a la producció del 2008 de l'obra de Pinter The Lover and The Collection. Traïció es va transferir a Broadway amb el repartiment original per a un compromís limitat de 17 setmanes, començant les preestrenes el 14 d'agost i tancant el 8 de desembre de 2019.
Durant aquest període, Cox també va participar en alguns dels projectes dels seus amics; a finals de 2018 va actuar al curtmetratge The Knot, dirigit per la supervisora de guió de Daredevil i The Defenders, Rebecca Schwab, i en un episodi del programa a internet Dungeons & Dragons Relics and Rarities de 2019 de la coprotagonista de Daredevil Deborah Ann Woll.
A la tardor del 2020, Cox va començar a filmar la sèrie de crims de RTÉ Dublin Kin, en la qual protagonitza amb Aiden Gillen, Clare Dunne, Maria Doyle Kennedy, Ciarán Hinds i Emmett Scanlan. La sèrie de vuit parts es va publicar el 9 de setembre de 2021 a AMC+ als EUA i Canadà, i el 12 de setembre de 2021 a RTE a Irlanda. La segona sèrie del programa es va emetre el 2023.
El desembre de 2021, el president de Marvel Studios, Kevin Feige, va confirmar que Cox repetiria el paper de Daredevil a les produccions de Marvel Cinematic Universe (MCU) de l'estudi; el seu primer projecte "quedava per ser vist" en aquell moment. La primera producció de Marvel Studios en què va aparèixer va ser Spider-Man: No Way Home (2021), en què Matt Murdock dona assessorament legal a Peter Parker per assassinar ostensiblement Mysterio. El juliol de 2022, es va confirmar que repetiria el paper a la sèrie de televisió de Disney+ She-Hulk: Attorney at Law (2022) i Echo, i que, a més, prestaria la seva veu al personatge de la propera sèrie animada Spider-Man: Freshman Year (2024) i protagonitza el revival Daredevil: Born Again (2024).
Cox també va protagonitzar la minisèrie dramàtica d'espies britànica Treason, que es va estrenar a Netflix el 26 de desembre de 2022.

## Vida personal
El setembre de 2018, Cox es va casar amb Samantha Thomas, vicepresidenta executiva de Bron TV, amb qui té una filla i un fill. En el moment del seu matrimoni, tots dos treballaven per a Marvel Television, on Thomas era vicepresidenta de la programació original i Cox protagonitzava Daredevil. La família viu a Connecticut. Cox ha viscut anteriorment a la ciutat de Nova York, Los Angeles i als barris de Chelsea i Highbury de Londres. És aficionat al futbol i seguidor de l'Arsenal F.C.

## Filmografia

### Pel·lícules
| Any  | Títol                           | Paper                          | Notes              |
| ---- | ------------------------------- | ------------------------------ | ------------------ |
| 2003 | Dot the i                       | Theo                           |                    |
| 2004 | El mercader de Venècia          | Lorenzo                        |                    |
| 2005 | Coses per fer abans dels 30     | Danny                          |                    |
| 2005 | Casanova                        | Giovanni Bruni                 |                    |
| 2006 | Tirant lo Blanc                 | Diafebus                       |                    |
| 2007 | Stardust                        | Tristan Thorn                  |                    |
| 2008 | Harry, Henry and the Prostitute | Harry                          | Pel·lícula curta   |
| 2008 | Stone of Destiny                | Ian Hamilton                   |                    |
| 2009 | Big Guy                         | Chuck                          | Pel·lícula curta   |
| 2009 | Perfect                         | Paul                           | Pel·lícula curta   |
| 2009 | Glorious 39                     | Lawrence                       |                    |
| 2011 | Trobaràs dracs                  | Josepmaria Escrivà de Balaguer |                    |
| 2011 | Nancy, Sid and Sergio           | Sergio                         | Pel·lícula curta   |
| 2012 | A Sunny Morning                 | Adam                           | Pel·lícula curta   |
| 2013 | Hello Carter                    | Carter                         |                    |
| 2014 | La teoria del tot               | Jonathan Hellyer Jones         |                    |
| 2014 | Dracula Untold                  | Calígula                       | Escenes retallades |
| 2017 | Eat Locals                      | Henry                          |                    |
| 2018 | King of Thieves                 | Basil                          |                    |
| 2019 | The Knot                        | El segon ex                    | Pel·lícula curta   |
| 2021 | Spider-Man: No Way Home         | Matt Murdock / Daredevil       | Cameo              |

### Televisió
| Any          | Títol                     | Paper                    | Notes                                                               |
| ------------ | ------------------------- | ------------------------ | ------------------------------------------------------------------- |
| 2002         | Judge John Deed           | Young Vicar              | Episodi: "Everyone's Child"                                         |
| 2006         | Lewis                     | Danny Griffon            | Episodi pilot                                                       |
| 2006         | A for Andromeda           | Dennis Bridger           | Telefilm                                                            |
| 2010         | Downton Abbey             | Duke of Crowborough      | Episodi: "1.1"                                                      |
| 2011         | Moby Dick                 | Ishmael                  | Minisèrie; 2 episodis                                               |
| 2011–2012    | Boardwalk Empire          | Owen Sleater             | Paper principal (temporada 3), secundari (temporada 2); 23 episodes |
| 2013         | The Ordained              | Tom Reilly               | Pilot no utilitzat                                                  |
| 2013         | Legacy                    | Charles Thoroughgood     | Telefilm                                                            |
| 2015–2018    | Daredevil                 | Matt Murdock / Daredevil | Paper protagonista; 39 episodis                                     |
| 2017         | The Defenders             | Matt Murdock / Daredevil | Minisèrie; paper principal; 8 episodis                              |
| 2019         | Relics and Rarities       | Seamus O'Flanagan        | Episodi: "The Ascent of the Angler"                                 |
| 2021–present | Kin                       | Michael Kinsella         | Paper principal; 8 episodis                                         |
| 2022         | She-Hulk: Attorney at Law | Matt Murdock / Daredevil | Convidat especial; 2 episodis                                       |
| 2022         | Marvel Studios: Assembled | Ell mateix               | Episodi: "The Making of She-Hulk: Attorney at Law"                  |
| 2022         | Treason                   | Adam Lawrence            | Paper principal; 5 episodis                                         |
| 2023         | Echo                      | Matt Murdock / Daredevil | Postproducció                                                       |
| 2024         | Spider-Man: Freshman Year | Matt Murdock / Daredevil | En producció; paper de veu                                          |
| 2024         | Daredevil: Born Again     | Matt Murdock / Daredevil | Paper protagonista; 18 episodis                                     |

### Teatre
| Any  | Títol                    | Paper                                                                                        | Lloc/Companyia            | Dates                         | Notes                            |
| ---- | ------------------------ | -------------------------------------------------------------------------------------------- | ------------------------- | ----------------------------- | -------------------------------- |
| 2005 | 'Tis Pity She's a Whore  | Giovanni                                                                                     | Southwark Playhouse       | 28 setembre – 22 octubre 2005 | London production                |
| 2008 | The Lover/The Collection | John/Bill                                                                                    | Ambassadors Theatre       | 15 gener – 3 maig 2008        | West End revival                 |
| 2010 | The Prince of Homburg    | Príncep de Homburg                                                                           | Donmar Warehouse          | 22 juliol – 4 setembre 2010   | Off-West End production          |
| 2016 | Incognito                | Henry Maison, Michael Wolf, Hans Albert Einstein, Ben Murphy, Freddy Myers, Greg Barraclough | Manhattan Theatre Club    | 3 maig – 10 juliol 2016       | Original Off-Broadway production |
| 2019 | Traïció                  | Jerry                                                                                        | Harold Pinter Theatre     | 5 març – 8 juny 2019          | West End revival                 |
| 2019 | Traïció                  | Jerry                                                                                        | Bernard B. Jacobs Theater | 14 agost – 8 desembre 2019    | Broadway transfer                |

## Premis i nominacions
| Curs | Premi                                 | Categoria                                                | Destinatari       | Resultat  |
| ---- | ------------------------------------- | -------------------------------------------------------- | ----------------- | --------- |
| 2012 | Premis del Gremi d'Actors de Pantalla | Actuació destacada d'un conjunt en una sèrie dramàtica   | Boardwalk Empire  | Guanyador |
| 2013 | Premis del Gremi d'Actors de Pantalla | Actuació destacada d'un conjunt en una sèrie dramàtica   | Boardwalk Empire  | Nominat   |
| 2015 | Premis del Gremi d'Actors de Pantalla | Interpretació excepcional d'un conjunt en una pel·lícula | La teoria del tot | Nominat   |
| 2015 | Premis a l'èxit Helen Keller          | homenatjat                                               | Daredevil         | Guanyador |
| 2016 | Premis Saturn                         | Millor actor en sèrie de televisió                       | Daredevil         | Nominat   |
| 2017 | Premis Saturn                         | Millor actor en sèrie de televisió                       | Daredevil         | Nominat   |
| 2017 | Premis Lucille Lortel                 | Millor actor destacat en una obra de teatre              | Incognito         | Nominat   |
| 2019 | Premis Saturn                         | Millor actor en presentació en streaming                 | Daredevil         | Nominat   |